# 楊璟
楊璟（14世纪？—1382年），安徽合肥人，明朝军事将领。
其早年归顺朱元璋到集慶，后攻下常州，任親軍副都指揮使。后到婺州等地，升任湖廣行省參政，镇守江陵。后进攻湖南，升任行省平章政事。与周德興、張彬等将领攻入广西。洪武元年（1368年），进攻永州、靖江，平定广西。后随湯和、徐達攻入山西。封璟營陽侯。洪武十五年（1382年）八月去世，追封芮國公，諡武信。